# František Veverka (letec)
František Veverka (18. června 1919 Polanka nad Odrou – 29. října 1982 Polanka nad Odrou) byl palubní střelec 311. československé bombardovací perutě RAF v období druhé světové války.

## Život

### Před druhou světovou válkou
František Veverka se narodil 18. června 1919 v Polance nad Odrou u Ostravy v rodině drážního dělníka Albína Veverky a Anděly, rozené Rýpalové. Absolvoval měšťanskou školu, po které byl rok nezaměstnaný. Mezi lety 1935 a 1938 se vyučil soustružníkem kovů a začal pracovat ve Vítkovických železárnách.

### Druhá světová válka

#### Francie
Po německé okupaci v březnu 1939 opustil František Veverka 15. května téhož roku ilegálně Protektorát Čechy a Morava a o tři dny později se prezentoval v Polsku u zde vznikající československé zahraniční jednotky. Přes Gdyni následně odcestoval do francouzského Boulogne-sur-Mer a podepsal vstup do cizinecké legie. Sloužil v Alžírsku, po vypuknutí druhé světové války byl propuštěn a zařazen do vznikajícího československého vojska ve Francii. V Agde byl prezentován 1. listopadu 1939. Po výcviku byl zařazen jako plukovní zbrojíř k pěšímu pluku 2. Zúčastnil se ústupových bojů během bitvy o Francii v prostoru mezi Seinou a Loirou, po její porážce se přes Gibraltar evakuoval do Spojeného království.

#### Spojené království
Ke dni 17. srpna 1940 byl František Veverka na vlastní žádost v československém táboře v Cholmodeley přeložen k letectvu. Díky své předchozí kvalifikaci a praxi absolvoval další kurzy zbrojířství a elektrikářství a jako zbrojíř byl 20. března 1941 zařazen k 311. československé bombardovací peruti. Opět na vlastní žádost byl 5. ledna 1942 zařazen do kurzu palubních střelců, který absolvoval ve Stormy Downu, který ukončil v březnu 1942, kdy přešel k operačnímu výcviku v East Wrethamu, zpět k 311. peruti se vrátil 1. října 1942. Jako palubní střelec létal protiponorkové hlídkové lety na mořem na strojích Vickers Wellington a Consolidated B-24 Liberator. Dne 7. října 1943 byl vážně raněn při obraně letounu proti čtyřem dálkovým stíhačům Junkers Ju 88, oceněn byl zejména fakt, že i přes zmíněné zranění stále pokračoval v boji. Jeho rekonvalescence byla ukončena až 10. února 1944. Operační turnus ukončil 5. září 1944, poté působil v Československém leteckém depu jako instruktor.
Rodiče Františka Veverky byli v období druhé světové války internováni v táboře ve Svatobořicích.

### Po druhé světové válce
Po návratu do Československa sloužil František Veverka v armádě do 15. listopadu 1945, kdy byl na vlastní žádost demobilizován, a v hodnosti podporučíka odešel do zálohy. V témže roce vstoupil do Národně socialistické strany. Šest let pracoval jako úředník a kontrolní orgán u Krajského národního výboru v Ostravě. V roce 1947 se oženil s Danuší Vůjtkovou, manželům se v roce 1952 narodil syn Radoslav. Po převratu v roce 1948 vstoupil do Komunistické strany Československa, ale nebyl aktivní a v roce 1951 byl ze strany vyškrtnut. V roce 1950 byl povýšen do hodnosti poručíka v záloze. Od roku 1951 pracoval opět ve Vítkovických železárnách jako soustružník kovů, od roku 1952 pak jako příjemce vagónových zásilek v Nové huti Klementa Gottwalda. V roce 1959 odešel do invalidního důchodu. Žil poté v rodné Polance nad Odrou, kde 29. října 1982 zemřel.

## Vyznamenání
- 2x Československý válečný kříž 1939
- 1943 2x Československá medaile Za chrabrost před nepřítelem
- 1944 Pamětní medaile československé armády v zahraničí
- 1944 Záslužná letecká medaile
- 1945 Hvězda 1939–1945
- Československá medaile za zásluhy I. stupně
- Hvězda Atlantiku
- Hvězda za Francii a Německo
- Britská medaile Za obranu
- DFM medaile